# Gawrony (przystanek kolejowy)
Gawrony – przystanek osobowy a dawniej stacja kolejowa w Gawronach (powiat łęczycki), w województwie łódzkim, w Polsce. Obecnie przystanek, na którym zatrzymują się tylko pociągi osobowe.

## Ruch pasażerski[1]
| Rok  | Wymiana pasażerska na dobę |
| ---- | -------------------------- |
| 2017 | 20-49                      |
| 2018 | 20-49                      |
| 2019 | 20-49                      |
| 2020 | 10-19                      |
| 2021 | 10-19                      |
| 2022 | 20-49                      |
| 2023 | 20-49                      |